# Рощинское шоссе (Санкт-Петербург)

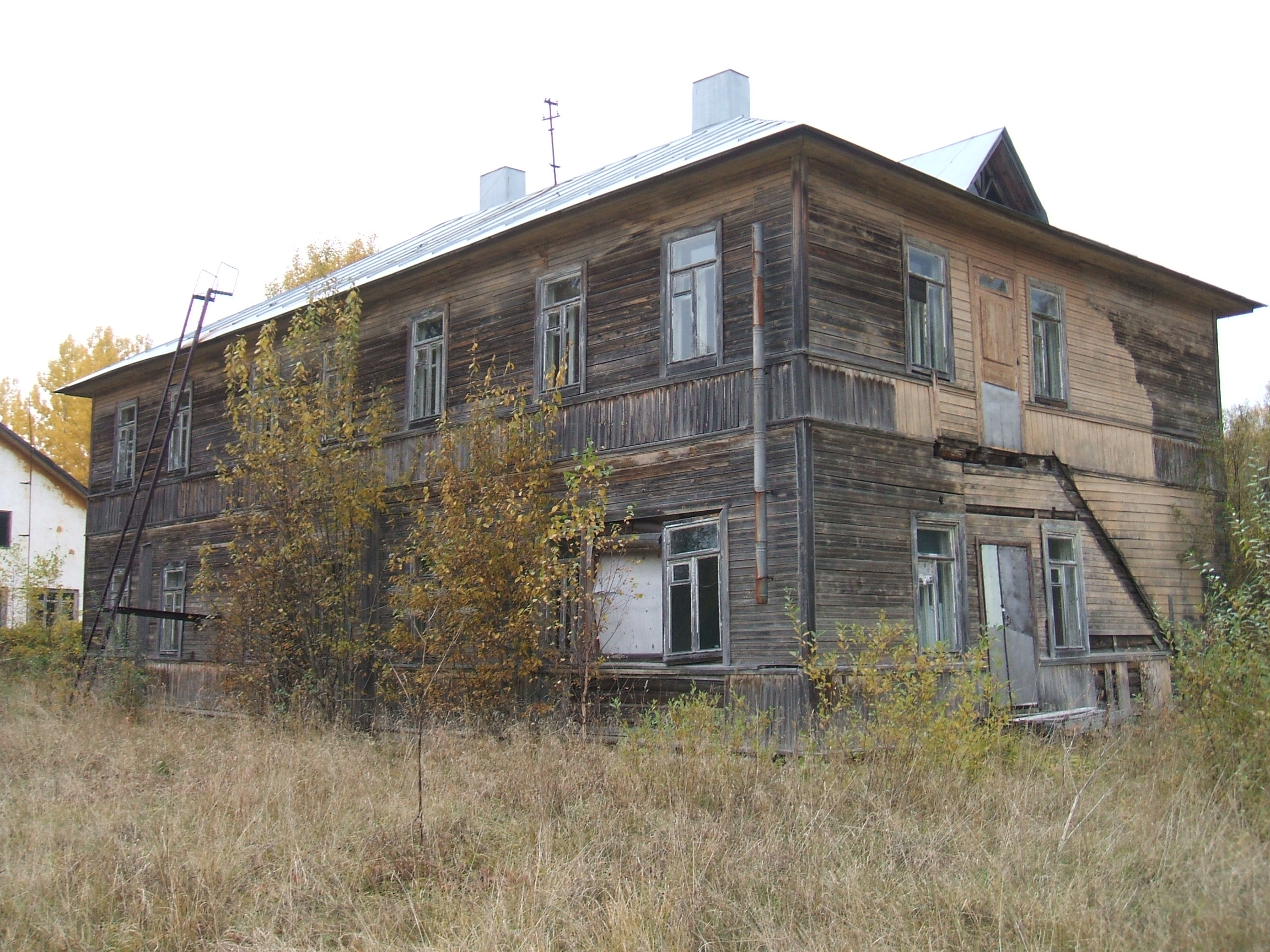
Училище олимпийского резерва в Серово (Рощинское шоссе, дом 9)

Ро́щинское шоссе́ — шоссе в посёлках Серово, Ушково, городе Зеленогорске Курортного района Санкт-Петербурга. Проходит от Приморского шоссе до границы с Выборгским районом Ленинградской области. На север продолжается автодорогой 41А-085.
Шоссе названо по посёлку Рощино Ленинградской области (б. Райвола), вдоль которого идет. Дата присвоения названия не уточняется (после Второй Мировой войны).
С Рощином связано перемычкой вдоль Выборгской железнодорожной линией — автодорогой 41А-025. На территории Санкт-Петербурга последняя будет названа Привокзальной улицей.
Рощинское шоссе дважды пересекает железнодорожные линии — Приморскую ветку по путепроводу (ему планируется присвоить название Серовский путепровод) и Выборскую ветку по переезду.
Возле Решетниково Рощинское шоссе имеет разрыв длиной 940 метров — там оно проходит по территории Ленинградской области.

## Перекрёстки
- Приморское шоссе
- Набережная улица
- Лагерная улица
- Лесная улица
- Песочная улица
- Пухтоловская дорога